# Кріпченко Віктор Іванович
Ві́ктор Іва́нович Крі́пченко (нар. 10 липня 1948, Львів — пом. 22 жовтня 2019, Київ) — радянський, український кінооператор, кінорежисер. Лауреат Державної премії СРСР (1989), Національної премії України ім. Т. Г. Шевченка (1993). Заслужений діяч мистецтв України (2007).

## Життєпис
Народився 10 липня 1948 р. у Львові в родині вчителів.
Закінчив операторський факультет Всесоюзного державного інституту кінематографії (1974).
З 1974 р. — оператор, кінорежисер «Укркінохроніки».
Член Національної спілки кінематографістів України.
Помер 22 жовтня 2019 року у Києві. Похований на Північному кладовищі.

## Фільмографія
Зняв стрічки:
- «Про дружбу співа Україна» (у співавт.)
- «Україна сьогодні» (1974)
- «Суперкубок» (1975)
- «Сад повен сонця» (1976)
- «Олександр Бойченко» (1976)
- «Вогні Придніпров'я» (1976, у співавт. з І. Бабушкіним та Е. Тімліним; Диплом X Всесоюзного кінофестивалю, Рига, 1977)
- «Радянська Україна. Роки боротьби і перемог» (фільми 1 та 3-й: «Початок шляху» (1974)
- «Шлях звершень» (1977)
- «Цей важкий ручний м'яч» (1976)
- «Вірність» (1978)
- «Вишивки краса нетлінна» (1980)
- «В'ячеслав Павлович Губенко, хірург» (1980)
- «Марія з Малої землі» (1980, у співавт.)
- «Живи, людино» (1980, II Приз XIV Всесоюзного кінофестивалю, Вільнюс, 1981)
- «Слухайте, слухайте Бетюка!» (1981)
- «Не чіпай мене!» (1981)
- «Яка Марія без Івана» (1981)
- «Монолог матері» (1981)
- «Нестаріюче серце поета» (1982)
- «Чорнобиль — Хроніка важких тижнів» (1986, у співавт.; реж. В. Шевченко)
- «Липневі грози» — документальна дилогія: «Страйк» (1989) і «Викид» (1991, у співавт. з С. Тимофєєвим; реж. А. Карась і В. Шкурин[1]; Державна премія України імені Тараса Шевченка 1993 року)
- «Невиданий альбом» (1991, автор сценарію, реж., оператор, спільно з В. Таранченком. Відзначений на Між. кінофестивалях у Кракові, Лодзі, Оберхаузені)
- «Ніч у маю» (1991, у співавт.)[2][3]
- «Оглянься з осені» (1992, автор сценарію, реж. , оператор, спільно з В. Таранченком)
- «Щаблі демократії» (1992, у співавт.)
- «До отчого порогу» (1997)